# 蓮華寺 (富山市)
蓮華寺（れんげじ）は、富山県富山市にある臨済宗国泰寺派の仏教寺院。山号を大乗山と称する。本尊は釈迦如来。鎌倉時代末の元亨年間（1321-1324）の創立で、開基（創立者）は鎌倉時代末期の越中守護北条時有と伝え、開山（初代住職）は呑象運光（どんしょううんこう）である。

## 歴史
呑象運光は、臨済宗法燈派の祖無本覚心の後継者である恭翁運良（1267-1341）の弟子である。運良の行録（伝記）「仏林恵日禅師行状」（『名僧行録』所収）によれば、運光は、越中国放生津興化寺で没した運良の侍者として、葬儀と廟所設営を行った。興化寺は、放生津の名越（北条）時有が壇越であり、法燈派を保護する名越氏の存在が蓮華寺開基伝承を生んだと見られている。
蓮華寺の位置は、同寺所蔵「安政二年過去留帳」によると高岡大門（高岡市蓮華寺）、新川郡上飯野（富山市上飯野）、婦負郡長沢（富山市婦中町蓮花寺）、富山市梅沢町の現在地へ移転したとするが、昭和59年（1984年）に婦中町教育委員会が行った長沢蓮華寺遺跡の調査の結果、14世紀後半～16世紀の遺構が見つかったため、長沢で創建されたことが明らかとなった。長沢は古代婦負郡衙の地と推定され、近くを流れる山田川の水運と婦負郡・砺波郡を四方に結ぶ交通路の要地であった。鎌倉時代は名越氏の勢力下にあったことも明らかにされている。
室町時代になると長沢蓮花寺地区と山田川をはさむ対岸に、越中守護代神保氏が富崎城を築城し、蓮華寺を保護した。天正9年（1581年）10月9日に神保長住は蓮華寺に禁制を発して寺内・寺領保護を定めた。翌年神保氏は内紛で没落するが、引き継いだ富山城主佐々成政も天正10年（1582年）6月25日に蓮華寺へ禁制を発し、境内保護を定めた。慶長10年（1605年）前田利長が富山城に隠居したころ、周辺寺院を富山城下へ移転させる政策を打ち出したため、蓮華寺も富山城下に移住した。
江戸時代、富山藩主前田利次の入部に伴い、古寺町（現・富山市常盤町）から現寺地へ移転した。このとき900歩の境内地安堵を受け、地子銀112匁は免除されるなどの保護を受けた。

## 史料
「蓮華寺文書」は昭和20年（1945年）8月1日の敵軍による富山大空襲で堂宇とともに焼失した。しかしその前に東京大学史料編纂所の調査で蓮華寺文書の影写本が制作されていたため、神保長住制札、佐々成政制札などの原形を知ることができる。

## 周辺
- 富山城

## 交通アクセス
- 富山地方鉄道富山軌道線広貫堂前停留場から徒歩約5分